# سعيد أحمدا
سعيد أحمدا هو سياسي فرنسي، ولد في 7 نوفمبر 1972 في سان دوني في فرنسا. نشط حزبياً في الجمهورية إلى الأمام!. وقد انتخب نائب فرنسي عن دائرة Bouches-du-Rhône's 7th constituency ‏ وقد انضم خلال فترته النيابية ‏ (21 يونيو 2017 – ) للكتلة البرلمانية تكتل الجمهورية على الدرب ‏.